# Чемерис Тарас Юрійович
Тара́с Ю́рійович Чемери́с (1 червня 1987) — український футболіст та футзаліст, що виступав на позиції нападника. Відомий перш за все завдяки виступам у кропивницькій «Зірці» та футзальному клубі «Ураган» з Івано-Франківська.

## Життєпис
Тарас Чемерис — вихованець кропивницького футболу. В чемпіонаті ДЮФЛУ виступав за місцеві «Зірку», ДЮСШ-2 та «Олімпік-СДЮШОР-2». У 2000—2001 роках займався у академії донецького «Шахтаря», однак залишив Донецьк та повернувся до Кропивницького. На професійному рівні дебютував 6 серпня 2005 року в матчі «Зірки» з овідіопольським «Дністром», загалом провів того сезону 23 матчі та відзначився 3 забитими м'ячами.
Влітку 2006 року «Зірку» було виключено зі складу ПФЛ та знято з чемпіонату. Тарас Чемерис захищав кольори клубу на аматорському рівні, а у липні 2007 року перейшов до футзального клубу «Ураган» з Івано-Франківська. За «драконів» гравець провів лише одну гру у Кубку України з футзалу. Спробу реанімувати кар'єру у великому футболі завершилися виступами в аматорському чемпіонаті та чемпіонатах різних областей за южноукраїнські «Автолокомотив» та «Тепловик», «УкрАгроКом», «Знам'янку». Протягом 2012—2015 років захищав кольори «Буревісника» з Петрового. У сезоні 2012/13 ще раз пробував свої сили у футзалі, виступаючи за кіровоградський «Олімп».
Проходив службу в міліції (а згодом і поліції) Кіровоградської області, виконував обов'язки помічника чергового по обробці інформації на ЕОМ у званні сержанта. З 2015 року виступав за футбольні команди УВД «Олімп» та «Нова поліція», був капітаном команди, неодноразово визнавався найкращим гравцем різноманітних турнірів.